# Trzęślica modra
Trzęślica modra, t. jednokolankowa (Molinia caerulea) – gatunek roślin z rodziny wiechlinowatych. gatunek występuje w całej Europie, w zachodniej Azji (Azja Mniejsza, Kaukaz, Kazachstan, zachodnia Syberia), w północno-zachodniej Afryce i Etiopii. Introdukowany do Ameryki Północnej i Japonii. W Polsce spotykany często na całym niżu, w górach rzadki.

## Morfologia

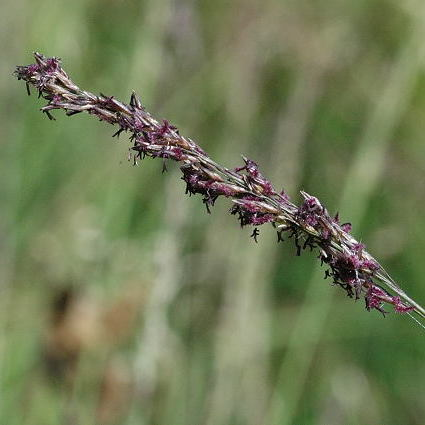
Fragment kwiatostanu

PokrójWieloletnia trawa kępowa. Tworzy zwarte i gęste kępy.
ŁodygaŹdźbła osiągają wysokość do 1 m. Międzywęźla silnie wydłużone, stąd pozornie źdźbła są jednokolankowe (w istocie kolanka skupione są u dołu źdźbła).
LiścieLiście szorstkie i owłosione, z pochwami dołem nachodzącymi na siebie.
KwiatyZebrane w kwiatostan – wąską, i długą wiechę, której gałązki wznoszą się prawie pionowo. Kłoski wybarwiają się na kolor brunatnofioletowy.
Kwitnie od lipca do września.
OwoceLekki, okryty plewkami ziarniak.

## Ekologia i biologia
Występuje przede wszystkim na mokrych łąkach oraz w wilgotnych borach i brzezinach bagiennych. W klasyfikacji zbiorowisk roślinnych gatunek charakterystyczny dla All. Molinion caeruleae. Korzenie tej trawy żyją w symbiozie z licznymi gatunkami grzybów.

## Zastosowanie
Ma niewielką wartość paszową, wyłącznie w młodym stadium.